# パリカルシトール
パリカルシトール(paricalcitol)は1,25-ジヒドロエルゴカルシフェロール、すなわち活性型ビタミンD2のアナログであり,慢性腎不全に伴う二次性副甲状腺機能亢進症(SHPT)の治療に用いられる。米国ではアボットラボラトリーズによってZemplarの商品名で経口カプセル製剤及び注射剤が販売されている。

## 作用機序
パリカルシトールは内因性活性型ビタミンDであるカルシトリオールの側環(D2部)とA環(19-ノル)を科学修飾化学合成された化合物で、生物学的な活性を持つビタミンDのアナログである。動物実験及びin vitro試験のからパリカルシトールの生物学的作用はビタミンD受容体への結合によってもたらされていることがわかっており、その結果としてビタミンD由来の一連の反応が選択的に惹起される。ビタミンDもパリカルシトールも副甲状腺ホルモン(PTH)の生合成と分泌とを阻害することによって血中のPTH濃度を低下させることが示されている。

### 選択的ビタミンD作動薬
パリカルシトールは既存のビタミンDアナログと化学構造が異なり、ビタミンD受容体への選択性が高まっていると考えられている。
従って既存のビタミンDアナログと比較して高カルシウム血症を惹起しにくい性質があり、ATC分類上も既存のビタミンDアナログがA11CC“ビタミンD及びそのアナログ”に分類されているのと異なり、H05BX“抗副甲状腺薬”として分類されている。

## 臨床成績

### 米国での臨床試験
3つの第III相試験においてパリカルシトールを投与されたSHPT患者40例は、プラセボ投与された患者38例と比較して4週間にわたって血清中intact PTH濃度が30％以上の抑制の維持を達成した患者の数が有意に多かった(68% vs 8%; p<0.001)。また、パリカルシトールは血清中アルカリフォスファターゼ濃度も有意に低下させた（148+/-23→101+/-14 U/L; p<0.001)。パリカルシトール群においては、intact PTHが目標値に到達するまでのあいだ高カルシウム血症を呈した患者は1例もいなかった。

### 日本での治験の状況
日本においては2011年4月の時点でマキサカルシトールとの比較第II相試験が終了しており、マキサカルシトール投与群と比較してパリカルシトール投与群においてはSHPT患者における高カルシウム血症の発生頻度が低かったと2011年のWorld Congress of Nephrologyで発表された。